# GloFish

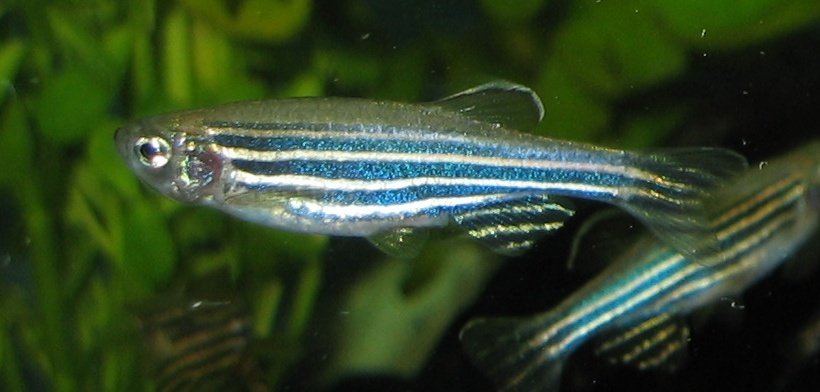
Un poisson zèbre ordinaire

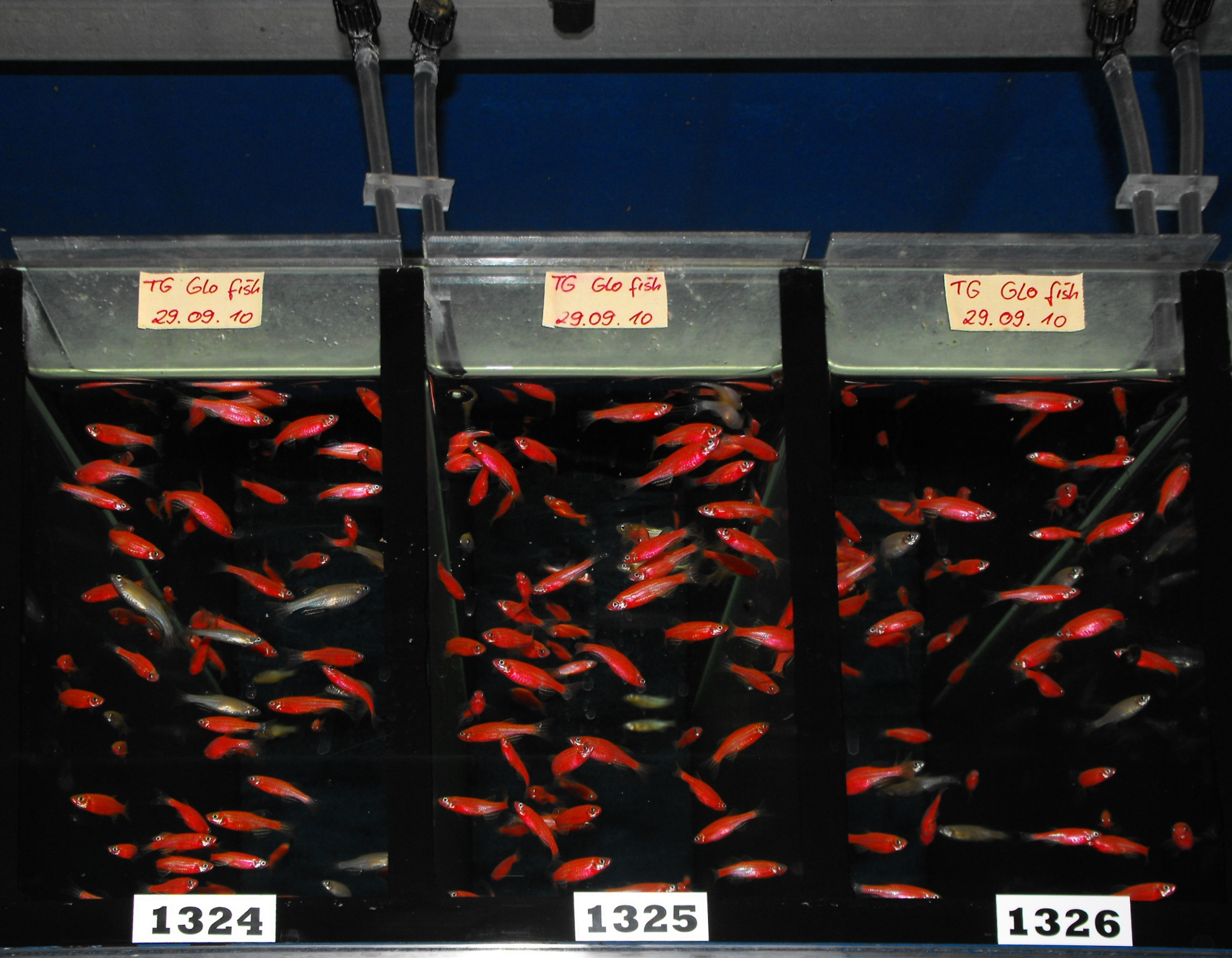
Élevage de Danio rerio rouges fluorescents dans un laboratoire de recherche

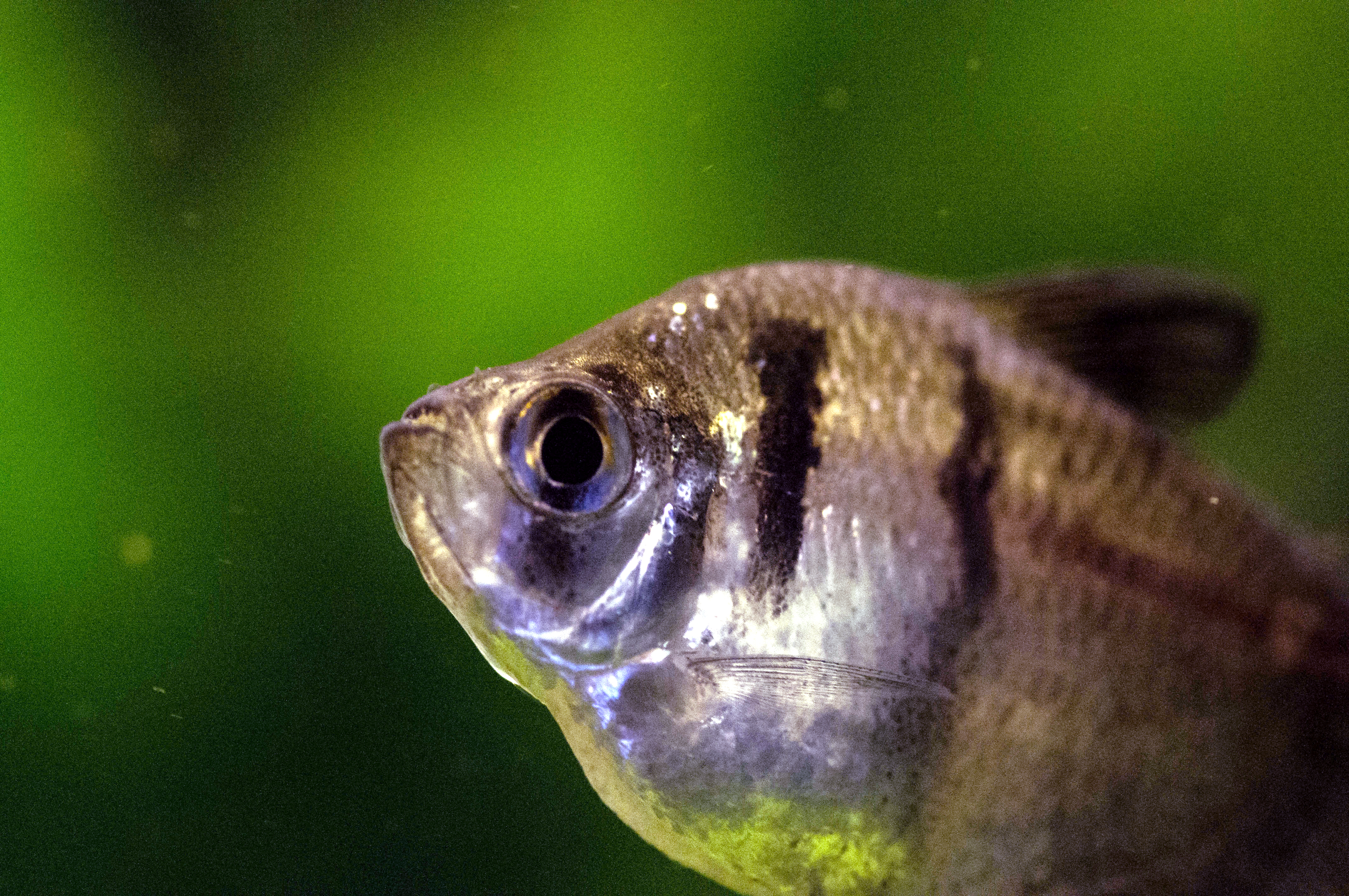
Individu normal de Tétra noir (ou Veuve noire), de la famille des Characidés originaire d'Amérique du Sud

GloFish est une marque déposée de poisson zèbre génétiquement modifié par l'introduction dans son génome de gènes ayant pour origine « des organismes marins » et codant une protéine fluorescente conférant des couleurs rouge, vert et orange clair quand il est éclairé par une lumière ultraviolette.
Le nom de ce poisson transgénique (qui vit en eau douce et chaude) est dérivé des mots anglais to glow (« luire ») et fish (« poisson »). Ils sont surnommés Frankenfish par leurs opposants, en référence au mythe de Frankenstein.

## Histoire commerciale
Selon leurs créateurs, les poissons fluorescents n'ont pas été originellement conçus pour l'aquariophilie.
La première lignée en a été créée en 1999 (et breveté en 2000) par Vandel Olan, Richard Simon, Toong Jin Lam, et Bensheng Ju de l'Université nationale de Singapour pour servir d'indicateur de pollution (bioindication). Les auteurs ont intégré un gène codant une protéine fluorescente verte (GFP) (extrait d'une méduse fluorescente). Le gène inséré dans un embryon de poisson zèbre devait être activé en présence de certaines toxines environnementales. La technique d'insertion d'un gène dans le génome étant partiellement aléatoire, le gène s'est inséré à proximité d'un gène d'expression musculaire activé en permanence. L'Université nationale de Singapour et un groupe de 6 chercheurs ont en août de l'année 2000 déposé une demande de brevet international (n'incluant pas les États-Unis pour 4 des demandeurs et ne portant que sur les États-Unis pour les 3 inventeurs du procédé) pour cette chimère génétique. L'invention brevetée porte sur « quatre promoteurs géniques du poisson zèbre, spécifiques de la peau, des muscles, et des muscles du squelette, exprimés respectivement de manière ubiquiste, isolés et formant une ligature avec l'extrémité 5 du gène de la protéine fluorescente verte améliorée (EGFP). Lorsque les constructions géniques chimères résultantes sont introduites dans le poisson zèbre, le poisson zèbre transgénique émet une fluorescence verte en réponse à une lumière bleue ou ultraviolette, en fonction de la spécificité des promoteurs utilisés. Puis, on développe de nouvelles variétés de poissons d'agrément présentant différents motifs fluorescents, par exemple la fluorescence de la peau, des muscles, et la fluorescence spécifique d'un muscle du squelette et/ou ubiquiste ».
Il est ainsi devenu le premier animal de compagnie transgénique. Ce gène s'exprime sous le contrôle transcriptionnel du promoteur du gène myosin light peptide 2.
Le premier GloFish breveté a donc été un Danio rerio exprimant un gène amélioré codant une protéine flurorescente verte (issue d'une méduse), mais peu de temps après, la même équipe développait une lignée de poisson-zèbre fluorescent rouge en ajoutant un gène provenant d'un corailpolype de corail, et un autre poisson-zèbre fluorescent jaune-orange en ajoutant une variante du gène de méduse.
Plus tard, une autre équipe (à l'Université nationale de Taïwan dirigée par le professeur Huai-Jen Tsai (蔡怀祯) a créé un médaka exprimant une fluorescence verte.
Les droits exclusifs des chercheurs de Singapour pour la commercialisation internationale ont été achetés (aux environs de la fin 2002) par deux businessmen (Alan Blake et Richard Crockett) pour l'entreprise américaine Yorktown Technologies basée à Austin au Texas. Mais à peu près au même moment, un accord a été passé entre Taikong (leader dans le domaine de la production de poissons d'aquarium à Taïwan, et les chercheurs taïwanais pour commercialiser le medaka vert à Taïwan sous le nom de « TK-1 », faisant (au printemps de 2003) de Taïwan le premier pays autorisant la vente d'un animal transgénique de compagnie (environ 100 000 de ces poissons auraient été vendus en moins d'un mois pour 18,6 US$ chacun (environ 10 fois le prix normal d'un danio, qui souvent ne vit que quelques mois en aquarium). Il convient de préciser que le medaka fluorescent n'est pas nommé GloFish, car non commercialisé par Yorktown Technologies, mais par Taikong Corp sous une marque différente.
Le processus de production piscicole des GloFish a été initié aux États-Unis via des contrats commerciaux de culture passés avec le 5-D Tropical un pisciculteur industriel qui dispose de centaines de bassins d'élevage dont en plein air dans une zone consacrée à l'aquaculture de poissons d'ornements à Plant City, et Segrest Farms également en Floride , pour une commercialisation à grande échelle aux États-Unis prévue dès janvier et lancée en décembre 2004.
Cette commercialisation a fait débat et a contribué à alimenter la controverse ; dès l'automne 2004, la Californie qui est un État qui a pourtant soutenu les OGM agricoles et qui est celui qui abrite le plus grand nombre d'entreprises de biotechnologie du pays est cependant devenu le premier État à interdire la vente du GloFish et à prendre position sur la question des poissons transgéniques en interdisant l'introduction de poissons transgéniques dans ses eaux après que l'on ait évoqué une possible autorisation de mise sur le marché du saumon transgénique AquAdvantage salmon.

## Développements
Plusieurs variants colorés de danios GloFish ont été commercialisés aux États-Unis depuis 2003, toujours par l'entreprise Yorktown Technologies ; outre le GloFish rouge (dont le nom de marque Starfire Red, elle a mis sur le marché (mi-2006) des variants vert fluorescent et jaune-orange fluorescent, ainsi (en 2011) que deux nouveaux variants (bleu et violet fluorescent).
Ces lignées de poissons sont également protégées juridiquement par des marques déposées aux noms évocateurs (Electric Green, Sunburst Orange, Cosmic Blue et Galactic Purple) qui incorporent d'autres gènes.
En 2012, Yorktown Technologies a introduit sur le marché une nouvelle espèce génétiquement modifiée pour émettre une couleur fluorescente verte quand elle est exposée à la partie UV d'un éclairage artificiel type lumière du jour  ou à une lumière actinique (frange bleue et proche UV du spectre lumineux (5 000 K-10 000 K). Cette lignée, dite  GloFish® Electric Green Tetras a cette fois été créée en modifiant un autre poisson connu des aquariophiles, le tétra noir (Gymnocorymbus ternetzi).

## Aspects juridiques et sécurité environnementale
L'apparition d'une espèce nouvelle, couverte par une protection commerciale, et susceptible de se reproduire pose des questions nouvelles au droit commercial, au droit de l'environnement et en termes de biovigilance et de biosécurité.

### Droit
La Licence de vente d'un poisson GloFish Fluorescent stipule que « toute reproduction intentionnelle et/ou toute vente, troc ou commerce, de toute descendance de poissons d'ornement GloFish® fluorescent sont strictement interdits », ce qui laisse un léger flou juridique et éthique concernant la « reproduction non-intentionnelle ».
La vente et/ou la possession de GloFish non achetés légalement sont interdites dans tous les États-Unis.
En Californie, toute vente ou possession de GloFish, même achetés légalement dans un autre État sont toujours illégales (comme pour toute autre espèce de poisson génétiquement modifié), selon une loi votée pour répondre aux préoccupations environnementales suscitée par un projet de mise sur le marché d'un saumon génétiquement modifié pour une croissance rapide. La Commission Fish and Game a refusé la dérogation demandée pour la vente ou détention de GloFish en décembre 2003, puis a envisagé d'exempter GloFish de la réglementation, mais l'entreprise Yorktown Technologies doit alors produire une étude d'impact au titre de la Loi californienne sur la qualité de l'environnement. L'entreprise informée par les avocats de l’État estime qu'une telle étude serait trop longue et coûteuse et n'envisagerait pas pour l'instant de l'entreprendre ; plus récemment (Janvier 2009), la FDA (US Food & Drug Administration) a formalisé ses recommandations concernant les animaux génétiquement modifiés, avec une mise à jour en 2008, complétée en décembre 2012 (susceptible d'être modifiée depuis). La FDA prend acte que « la transparence est une préoccupation souvent citée à propos de l'approbation des animaux transgéniques » et pour l'avenir, « dans la version finale de son document d'orientation, l'Agence a annoncé son intention de tenir des réunions publiques et des comités consultatifs avant d'approuver un animal transgénique. Ces réunions ouvertes au public aideront à informer le public au sujet du produit que la FDA examine et comment l'Agence a procédé à son examen ». La FDA précisait alors (2008) que « répondre aux préoccupations environnementales sera un élément important du processus de préapprobation », mais selon le Dr Rudenko  selon les risques, l'Agence pourrait décider des dérogations « pour certains animaux génétiquement modifiés. Par exemple, les animaux des espèces non traditionnellement consommé comme aliment, utilisé pour la recherche en laboratoire et conservés dans des conditions très confinées n'aurait pas besoin d'être approuvé. En outre, certains autres produits non alimentaires des animaux, une fois soumis à un examen fondé sur le risque, pourrait également être commercialisé sans approbation formelle (par exemple, GloFish) ». Toutefois, a-t-il ajouté, « tout promoteur développant un animal GE, quel qu'en soit l'usage, devraient discuter du développement d'une CVM pour déterminer quelles sont les exigences que le commanditaire devrait suivre ». Ces recommandations sont non contraignantes mais concernent tous les animaux génétiquement modifiés, dont les GloFish.
À une demande d'exemption visant à autoriser ce poisson en Californie, la commission California Fish and Game Commission (le 3 décembre 2004) a répondu négativement, au motif que « Créer un animal de compagnie nouveau est une utilisation frivole de cette technologie. Peu importe le degré de faiblesse du risque, il doit y avoir un avantage public qui est plus élevé que celui-ci ».
Le Canada a interdit toute importation et vente de poissons GloFish, à cause du manque d'informations apportées par l'entreprise, qui ne permet pas de prendre une décision motivée en matière de sécurité.
L'Union européenne, pour les mêmes raisons, interdit l'importation, la vente et la possession de ces poissons. Cependant des importations frauduleuses ont passé les barrières douanières. Le 9 novembre 2006, le Ministère néerlandais du Logement, de l'Aménagement du Territoire et de l'Environnement (VROM) a signalé avoir trouvé 400 poissons fluorescents vendus dans plusieurs magasins d'aquariophilie du pays.
Les intentions de l'entreprise en termes de commercialisation à l'international ne sont pas claires : selon la page d'information sur sa licence de vente, la société annonce ne pas avoir de projets de vente ailleurs qu'aux États-Unis (sous réserve de changement de politique dans le futur). Mais il semble que les mêmes Danios rerio (vert fluorescents), élevés à Taïwan ont été vendus en Asie (à Taïwan, en Malaisie et à Hong Kong ; Singapour ayant de son côté confisqué les importations.

### Biosécurité
On ignore si la fluorescence des méduses, de certains coraux ou autres organismes leur confère un avantage adaptatif, et si un tel avantage (s'il existe) pourrait alors être transféré à un organisme génétiquement modifiés pour devenir fluorescence sous certains éclairages ou à la lumière du jour. On ne sait pas non plus si la transmission involontaire de ce caractère nouveau à des parents sauvages pourraient les défavoriser dans la nature (en les rendant par exemple plus repérables par des prédateurs tels que les oiseaux ou d'autres).
Une solution pour limiter le risque de diffusion des transgènes dans l'environnement aurait été de produire des hybrides stériles ou des poissons stériles, ce que l'entreprise n'a pas su, pu ou voulu faire, bien qu'elle ait financé une étude allant dans ce sens. Beaucoup d'aquariophiles américains pensaient que ce poisson était vendu après avoir été stérilisé, mais selon un bulletin de la société savante The Greater Pittsburgh Aquarium Society, ce n'est pas le cas (avril 2004).  Le site internet de l'entreprise précise d'ailleurs dans sa FAQ que « Mis à part leur couleur, les poissons fluorescentd sont identiques pour tout aux autres poissons. Cela vaut pour l'activité, les préférences de température, le taux de croissance et l'espérance de vie. En conséquence, toutes les femelles porteront des œufs non fécondés à maturité, ce qui leur donne l'apparence d'une femelle "pleine" ».
L'entreprise affirme que « des tests rigoureux seront effectués avant toute mise à disposition du public d'un poisson GloFish® Fluorescent, avec un accent particulier mis sur l'analyse des taux de croissance, des sensibilités à la température, et du succès de reproduction. Toute lignée de poissons fluorescents démontrant une augmentation de forces ou de réussite dans ces domaines comparativement aux poissons non-fluorescent de la même espèce, ou affichant toute caractéristique qui constituerait une préoccupation environnementale, ne seront pas mis en vente ». Elle ne fournit toutefois pas les études relatives à ces questions et renvoie à un communiqué de 2003 de la FDA émis à la suite d’« une attention médiatique récente à propos de la commercialisation du "Glofish." » où la DFA estime que : « parce que les poissons tropicaux d'aquarium ne sont pas utilisés à des fins alimentaires, ils ne posent aucune menace à l'approvisionnement alimentaire. Il n'existe aucune preuve que ces génétiquement poisson zèbre constituent une menace plus pour l'environnement que leurs homologues non modifiés qui ont longtemps été largement vendus aux États-Unis. En l'absence d'un risque manifeste pour la santé publique, la FDA ne voit aucune raison de réglementer ces poissons en particulier. ». L'Agence ne semble pas avoir pris l'attache de l'EPA à cette époque. En 2005, une plainte a été déposée contre la FDA pour refus de légiférer, par l'International Center for Technology Assessment et par et le Centre for Food Safety (CFS). La plainte déposée devant le tribunal fédéral du district de Washington, a été jugée recevable par le Judge Ricardo Urbina, mais le tribunal a considéré que la FDA était restée dans le cadre du droit (Un flou juridique existe car les ventes de poissons d'ornement ne relèvent pas de compétence fédérale mais des États, bien que dans ce cas, la Food and Drug Administration puisse théoriquement aussi intervenir au regard de sa compétence sur les animaux génétiquement modifiés). Alan Blake (PDG de Yorktown Technologies) après les avoir contacté n'a pas reçu non plus de remarques du département américain de l'Agriculture, de l'US Fish and Wildlife Service ni de l'Agence de protection de l'environnement.
Mais six ans plus tard, la FDA reconnaitra manquer d'éléments pour évaluer les risques éventuels posés par la diffusion dans l'environnement d'un gène de fluorescence.